# Bossa nova
La bossa nova és un tipus de música originària del Brasil, nascuda a mitjans de la dècada del 1950, com una derivació de la samba i amb marcada influència del jazz estatunidenc.

## Etimologia
Al Brasil, la paraula bossa ve del llenguatge de carrer, ara ja en desús, i que significa una cosa feta amb un encant peculiar, una habilitat innata o un aire natural. Una manera, en definitiva. Ja el 1932, Noel Rosa va fer servir la paraula en la lletra d'una samba:
O samba, a prontidão e outras bossas são nossas coisas, são coisas nossas. ("La samba, l'estar a punt i altres bossas són les nostres coses, són coses nostres.")
La frase bossa nova significa literalment 'nova tendència' o 'nova onada'. També podria ser que l'origen de la paraula bossa fos un gal·licisme (bosse) que originàriament es referia a bonys, protuberàncies, geps o durícies òssies. Partint d'aquest concepte de 'sobresortir', en l'argot juvenil va passar a descriure una cosa que era diferent, amb estil propi. L'any 1957, un concert amb la participació de Gilberto, Teles, Lyra i Bôscoli es va promocionar amb cartells on s'anunciava un "grupo bossa nova apresentando sambas modernos".

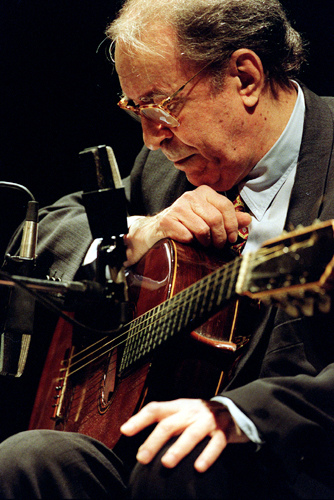
João Gilberto a la guitarra.

Segons alguns autors, l'origen exacte del terme bossa nova va romandre incert durant moltes dècades. Dins de la cultura artística de platja de finals dels anys cinquanta a Rio de Janeiro, el terme bossa s'utilitzava per referir-se a qualsevol nova "tendència" o "onada de moda". Al llibre Bossa Nova, l’autor brasiler Ruy Castro afirma que els músics ja utilitzaven bossa als anys cinquanta com a paraula per caracteritzar el talent d’algú per tocar o cantar de manera idiosincràtica. Castro afirma que el terme bossa nova podria haver estat utilitzat per primera vegada en públic per a un concert donat el 1957 pel Grupo Universitário Hebraico do Brasil (Grup Universitari Hebreu del Brasil). L'autoria del terme bossa nova s'atribueix a l'aleshores jove periodista Moyses Fuks, que promocionava l'esdeveniment. Aquell grup estava format per Sylvia Telles, Carlos Lyra, Nara Leão, Luiz Eça, Roberto Menescal i altres. La descripció de Fuks, totalment recolzada per la majoria dels membres de la bossa nova, simplement deia "HOJE. SYLVIA TELLES E UM GRUPO BOSSA NOVA" ("Avui. Sylvia Telles i un grup de "Bossa Nova"), ja que Sylvia Telles era la cantant més famosa del grup en aquella època. El 1959, Nara Leão també va participar en més d'una exhibició embrionària de bossa nova. Entre ells, hi ha la 1a Sessió del Festival de Samba, dirigida pel sindicat estudiantil de la Pontifícia Universidade Católica. Aquesta sessió va estar presidida per Carlos Diegues (que seria més tard un destacat director de Cinema Novo), un estudiant de dret amb qui finalment es va casar. Sérgio Mendes i Brazil 66 van assolir l'èxit de bosa rock amb la cançó "Mas que Nada" (escrita per Jorge Ben) el 1966. En la dècada del 1960, artistes de jazz estatunidencs com Hank Mobley, Paul Winter i Quincy Jones van gravar àlbums de bossa-jazz.
La popularització a tot Brasil del terme bossa nova com a sinònim del 'nou estil' s'atribueix al periodista Sérgio Porto, conegut amb el sobrenom Stanislaw Ponte Preta, que el va fer servir des del 1959.

## Sorgiment

### Característiques

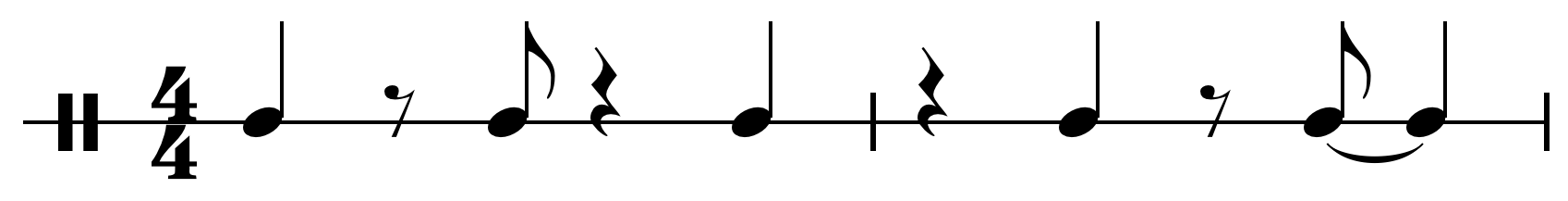
Ritme de bossa nova.

La bossa nova va ser un moviment renovador de la música brasilera, i especialment de la samba. Entre les seves innovacions, s'empren acords dissonants i harmonies modulants. La interpretació de la bossa nova és intimista, amb poca càrrega instrumental i les seves lletres són força elaborades, tot i tractar temàtiques lleugeres, principalment romàntiques.
L'execució de la bossa es fa habitualment amb una guitarra acústica (violão, en portuguès) amb cordes de niló, tocada sense pua. Als concerts grans, amb orquestra, és el cantant-guitarrista qui porta el ritme. El segon instrument en importància és el piano, que forma el vincle de la bossa amb el jazz. La percussió té menys pes que a la samba, amb un ritme diferenciat.
Els cantants de bossa van seguir l'estil de Chet Baker, suau, fluixet, quasi xiuxiuejant, lluny de les estridències i el vessament d'emocions d'altres gèneres i èpoques.

### Fusió d'estils

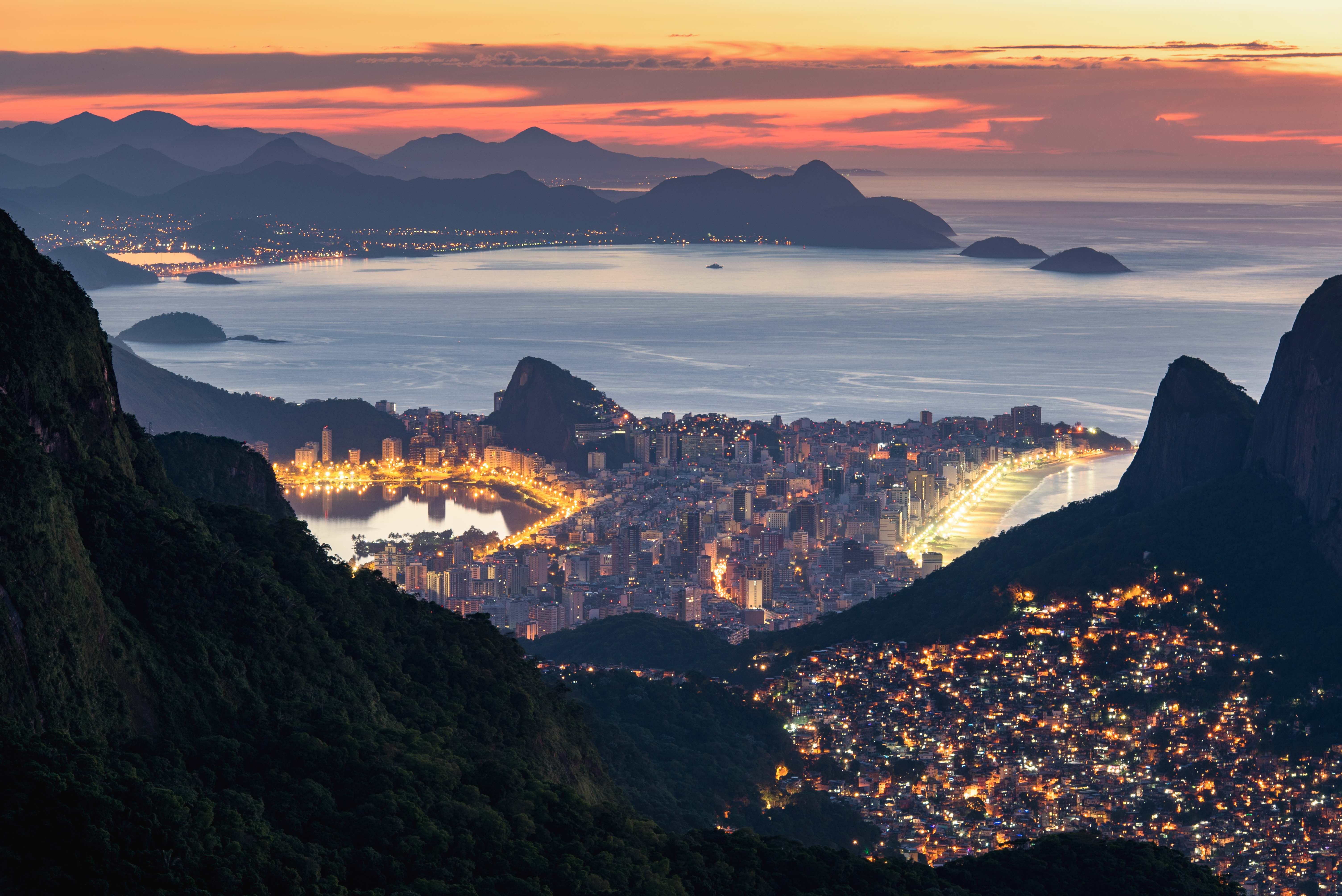
Rio de Janeiro, el bressol de la bossa nova.

La bossa nova va néixer a l'emblemàtica zona sur de Rio de Janeiro (amb barris icònics com Ipanema, Copacabana, Laranjeiras, Botafogo, Catete, Flamengo, Gávea, Leme o Leblon), de classe mitjana-alta. Es pot considerar que, tot i tractar-se d'una derivació de la samba, també va ser el seu contrapunt, si més no a nivell sociocultural: mentre que la samba és una música afrobrasilera popular i obrera, de carrer, festiva, amb compositors majoritàriament sense estudis o formació musicals, la bossa és un estil més elaborat culturalment, les lletres són poemes musicats, més propers al gust de la nova burgesia.
La bossa nova va rebre la influència del jazz de la costa oest dels Estats Units, en especial del desenvolupat a Los Angeles, més suau i tranquil que el seu equivalent de Nova York. Va ser un camí d'anada i tornada: a principis de la dècada del 1960, diversos intèrprets de bossa van viatjar als Estats Units i van enriquir el mestissatge de l'anomenat jazz llatí, com ja havia passat una dècada enrere amb el jazz afrocubà. A Marcos Valle, que va influenciar crooners com Andy Williams i Tony Bennett,se li atribueix la popularització de la bossa nova a la dècada del 1960. A posteriori, la bossa nova va influir també sobre la música estatunidenca, produint-se l'anomenat bossa-jazz.

## Moments clau

### La trobada de Jobim i De Moraes

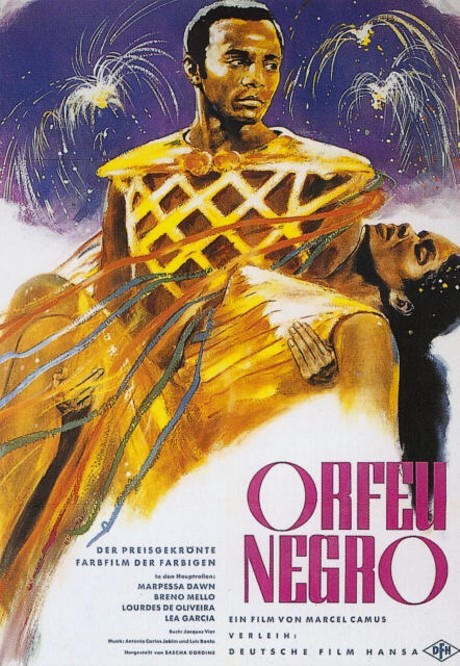
Cartell de la pel·lícula Orfeu negre.

La posada de llarg de la bossa nova va arribar amb la composició de les cançons per a l'obra de teatre Orfeu da Conceição, escrita per Vinícius de Moraes l'any 1956. Els compositors van ser el propi de Moraes i Antônio Carlos (Tom) Jobim i va obrir el camí d'una llarga col·laboració entre ambdós. L'obra de teatre va ser adaptada pel director francès Marcel Camus a la pel·lícula Orfeu negre (1959), amb gran èxit. La seva banda sonora conté peces del propi de Moraes, així com de Tom Jobim, Luiz Bonfá i Antônio Maria.

### Nara Leão
Va ser una de les veus femenines més destacades del gènere, però també va guanyar-se el paper de musa i nexe d'unió de la turminha (la colleta), el grup d'amics que formaren els primers integrants de la bossa. Es reunien al seu apartament de Rio, on es van compondre les primeres peces i on es van signar els primers contractes discogràfics.

### El primer LP de bossa nova
El debut discogràfic de la bossa nova va tenir lloc en dues peçes de Canção do amor demais (1958), d'Elizeth Cardoso, amb composicions del duet Tom i Vinícius. L'àlbum va ser enregistrat i publicat en un segell petit i no va tenir una gran acollida, tot i que ara se'l considera de culte.

### João Gilberto i Milton Banana
João Gilberto, qui va tocar la guitarra en el parell de temes de ritme bossa en l'àlbum de Cardoso, va enregistrar l'any següent el disc Chega de Saudade, que aquest cop sí va revolucionar el mercat musical. En aquest treball de Gilberto va intervenir el percussionista Milton Banana, una altra peça clau en les primeres passes de la bossa i que va col·laborar amb pràcticament totes les figures del gènere. Milton i João van establir el ritme estàndard de la bossa.

### Del Brasil als Estats Units

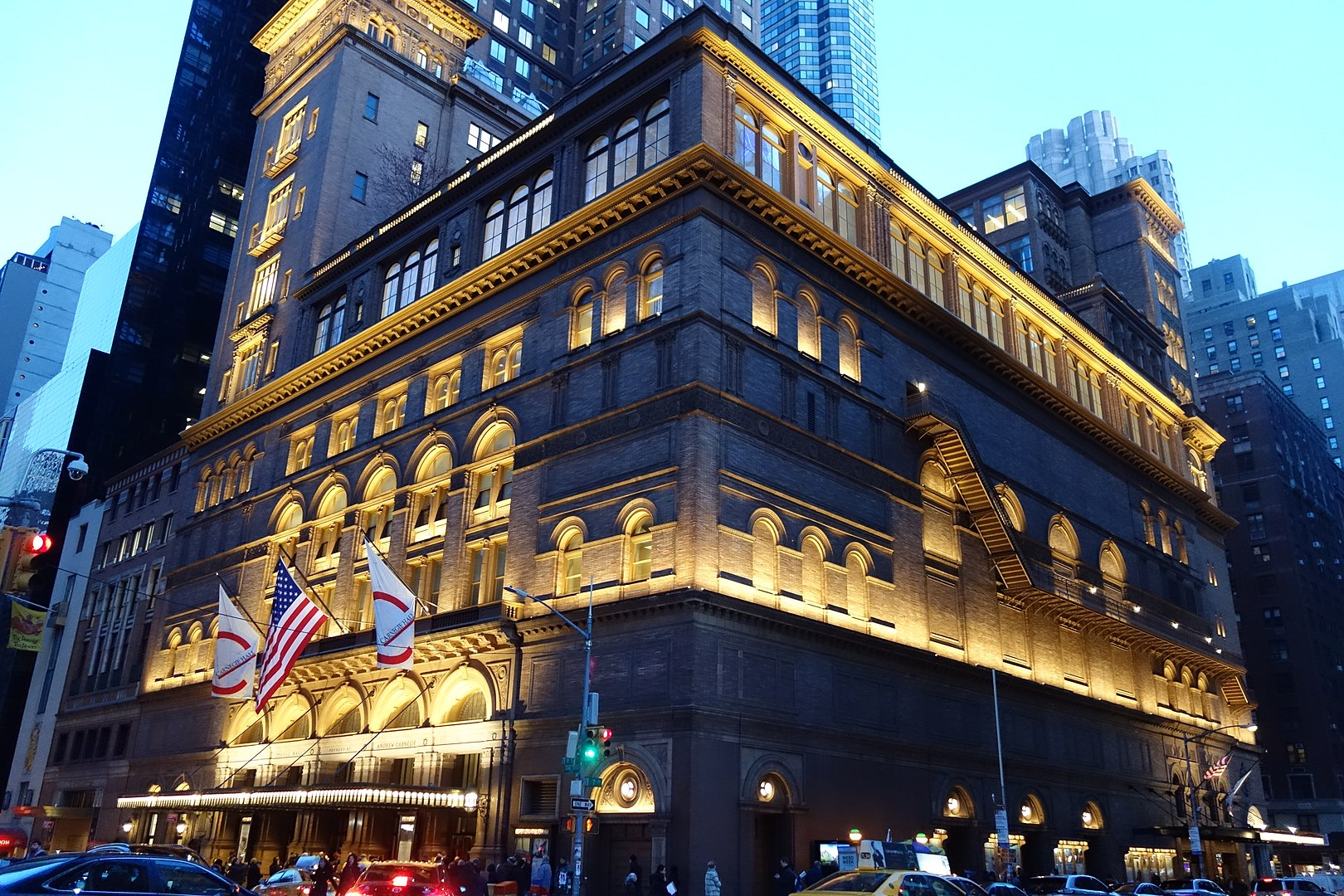
L'auditori Carnegie Hall, a Nova York.

L'any 1962 va tenir lloc un recital al Carnegie Hall de Nova York, amb les grans espases del gènere: Bonfá, Getz, Gilberto, Jobim, Lyra, Mendes, Menescal, Ricardo.
La readaptació estatunidenca de la bossa nova va donar llum al sub-estil jazzístic conegut com samba jazz o bossa jazz. El seu major exponent va ser l'àlbum Getz/Gilberto, que João Gilberto va enregistrar amb el saxofonista de Filadèlfia Stan Getz l'any 1963 i on apareixen les versions The girl from Ipanema i Corcovado, cantades per la dona de Gilberto, Astrud. Posteriorment van ser reinterpretades per artistes de la talla de Frank Sinatra o Nat King Cole.

## Declivi

Elis Regina (1965).

L'era de la bossa nova va ser bastant curta, tan sols d'una dècada de durada. A mitjans dels anys seixanta, va haver-hi un moviment a favor de la música d'arrel 100% brasilera i que, conseqüentment, rebutjava la influència del jazz estatunidenc dins del gènere de la bossa nova. Els intèrprets de bossa, com Edu Lobo, Marcos Valle, Dori Caymmi, Carlos Lyra o Nara Leão, s'aproximaren de nou al samba. D'aquest retrobament va sorgir l'MPB (música popular brasilera).
De fet, fou el propi Vinícius de Moraes un dels que va col·laborar en el naixement de l'MPB: fou un dels compositors del tema Arrastão que, interpretat per la gran cantant Elis Regina, va véncer el I Festival da Música Popular Brasileira, l'any 1965.
Mentre la bossa encarava la seva recta final al Brasil, als Estats Units seguia molt present. Per exemple, l'any 1966, Sérgio Mendes va regravar el hit Mas que nada, convertint-se en un gran èxit als Estats Units.
Tot i la caiguda comercial del gènere, la bossa nova serveix d'inspiració per a les següents generacions i els grans èxits s'han continuat versionant fins avui, tant per part d'artistes brasilers com estrangers.

## Grans èxits
| Títol                         | Any  | Intèrpret/s                    | Compositor/s                      |
| Garota de Ipanema             | 1962 | Pery Ribeiro                   | Tom Jobim, Vinícius de Moraes     |
| The girl from Ipanema         | 1964 | Astrud Gilberto                | Tom Jobim, Vinícius de Moraes     |
| Samba do avião                | 1962 | Tom Jobim                      | Tom Jobim                         |
| Desafinado                    | 1958 | João Gilberto                  | Tom Jobim, Newton Mendonça        |
| Insensatez                    | 1961 | João Gilberto                  | Tom Jobim, Vinícius de Moraes     |
| Wave                          | 1967 | Tom Jobim                      | Tom Jobim, Vinícius de Moraes     |
| Pela luz dos olhos teus       | 1977 | Tom Jobim, Miúcha              | Tom Jobim, Vinícius de Moraes     |
| Chega de saudade              | 1958 | Elizeth Cardoso                | Tom Jobim, Vinícius de Moraes     |
| Águas de Março                | 1974 | Elis Regina, Tom Jobim         | Tom Jobim                         |
| Samba de uma nota só          | 1960 | João Gilberto                  | Tom Jobim, Newton Mendonça        |
| A felicidade                  | 1959 | Agostinho dos Santos           | Tom Jobim, Vinícius de Moraes     |
| Manhã de Carnaval             | 1959 | Agostinho dos Santos           | Luiz Bonfá, Antônio Maria         |
| Corcovado                     | 1960 | João Gilberto                  | Tom Jobim                         |
| Se todos fossem iguais a você | 1956 | Roberto Paiva                  | Tom Jobim, Vinícius de Moraes     |
| Água de beber                 | 1962 | Tom Jobim                      | Tom Jobim, Vinícius de Moraes     |
| O barquinho                   | 1961 | Nara Leão                      | Ronaldo Bôscoli, Roberto Menescal |
| Carta ao Tom 74               | 1974 | Toquinho                       | Vinícius De Moraes, Toquinho      |
| Desde que o samba é samba     | 1993 | Gilberto Gil, Caetano Veloso   | Gilberto Gil, Caeatano Veloso     |
| Rio                           | 1962 | Roberto Menescal               | Ronaldo Bôscoli, Roberto Menescal |
| Mas, que nada                 | 1963 | Jorge Ben Jor                  | Jorge Ben Jor                     |
| Doralice                      | 1960 | João Gilberto                  | Dorival Caymmi, Tom Jobim         |
| Sambalamento                  | 1963 | Luiz Bonfá                     | Luiz Bonfá                        |
| Samba da Benção               | 1963 | Vinícius de Moraes             | Vinícius de Moraes, Baden Powell  |
| Berimbau                      | 1963 | Vinícius de Moraes             | Vinícius de Moraes                |
| Outra vez                     | 1971 | Nara Leão                      | Tom Jobim                         |
| Eu sei que vou te amar        | 1959 | Maysa                          | Tom Jobim, Vinícius de Moraes     |
| Aquarela                      | 1983 | Toquinho                       | Vinícius De Moraes, Toquinho      |
| Canto de Ossanha              | 1966 | Baden Powell                   | Vinícius de Moraes, Baden Powell  |
| Você e eu                     | 1961 | Carlos Lyra                    | Carlos Lyra                       |
| Maria Ninguém                 | 1963 | João Gilberto                  | Carlos Lyra                       |
| Balançamba                    | 1963 | Lúcio Alves                    | Ronaldo Bôscoli                   |
| Batida diferente              | 1966 | Sérgio Mendes                  | Sérgio Mendes                     |
| Flor de lis                   | 1993 | Milton Banana Trio             | Milton Banana                     |
| Minha saudade                 | 1962 | João Donato e seu trio         | João Donato                       |
| Samba da minha terra          | 1961 | João Gilberto                  | Dorival Caymmi                    |
| Tim-tim-por-tim-tim           | 1950 | Os Cariocas                    | Haroldo Barbosa, Geraldo Jacques  |
| Influência do jazz            | 1962 | Tamba trio                     | Carlos Lyra                       |
| Roda viva                     | 1966 | Chico Buarque & MPB4           | Chico Buarque                     |
| Soul bossa nova               | 1962 | Quincy Jones and his orchestra | Quincy Jones                      |
| Os grilos                     | 1967 | Marcos Valle                   | Marcos Valle                      |

## Ball de saló

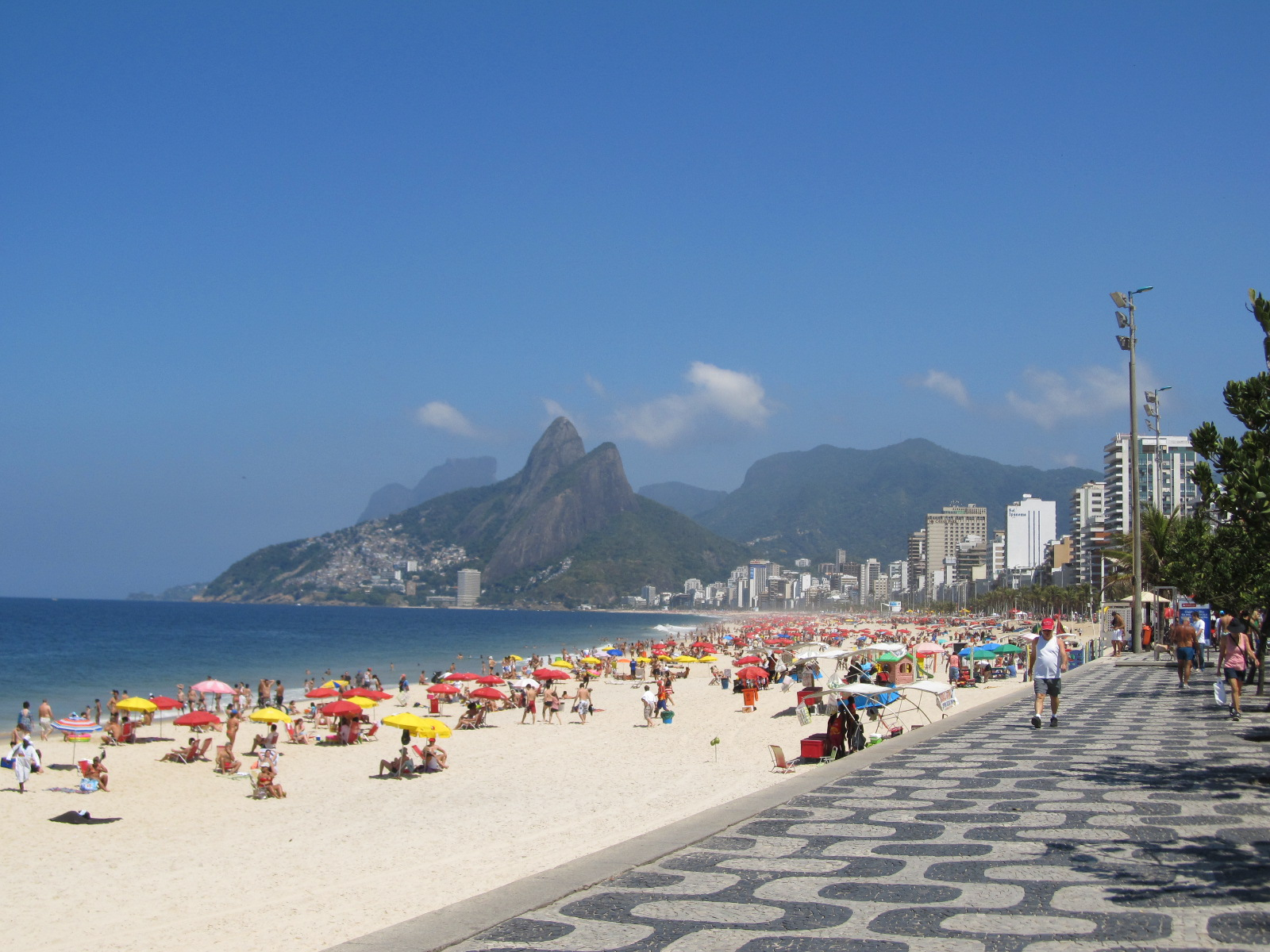
Platja d'Ipanema.

Coincidint amb l'expansió de la bossa nova als Estats Units, als concursos de balls de saló per parelles es va incloure la categoria de samba/bossa. Els seus moviments van ser codificats i ensenyats per les escoles d'Arthur Murray. Es balla amb passes curtes, genolls flexionats i un suau balanceig de malucs.
Cada compàs consta de quatre temps i el ball es construeix amb passos frontals, laterals i balanceigs, acompanyats sempre d'un suau moviment de malucs.

## Soft power
La imatge internacional del Brasil, quallada a partir de la dècada del 1950, va trobar en la bossa nova un gran aparador. Mica a mica, els mitjans van dedicar reportatges a la ciutat on va néixer bossa i samba i que va emocionar a les grans veus com Sinatra.